# Л'Имаколата (Мачерата)
Л'Имаколата (итал. L'Immacolata) насеље је у Италији у округу Мачерата, региону Марке.
Према процени из 2011. у насељу је живело 19 становника. Насеље се налази на надморској висини од 415 м.